# Quiz (miniserial)
Quiz – trzyodcinkowy miniserial produkcji brytyjskiej przedstawiający autentyczną historię oszustwa w teleturnieju Who Wants to Be a Millionaire?. 
Produkcja powstała w oparciu o sztukę teatralną pod tym samym tytułem autorstwa Jamesa Grahama, który jest też autorem scenariusza, oraz książki Bad Show: the Quiz, the Cough, the Millionaire Major Boba Woffindena i Jamesa Plasketta.
Premierowo serial wyemitowano w ITV w dniach 13-15 kwietnia 2020. W Polsce wszystkie odcinki zostały wyemitowane w HBO 12 lipca 2020. Tego samego dnia serial udostępniono na platformie HBO GO.

## Fabuła
W 2001 r. Charles Ingram niespodziewanie wygrywa główną nagrodę w teleturnieju Who Wants to Be a Millionaire?. Jego gra wzbudza jednak podejrzenia realizatorów programu. Wraz z żoną i drugim wspólnikiem zostaje oskarżony o oszustwo i postawiony przed sądem.

## Obsada
- Matthew Macfadyen – Charles Ingram
- Michael Sheen – Chris Tarrant
- Sian Clifford – Diana Ingram
- Mark Bonnar – Paul Smith
- Helen McCrory – Sonia Woodley QC
- Michael Jibson – Tecwen Whittock
- Aisling Bea – Claudia Rosencrantz
- Trystan Gravelle – Adrian Pollock
- Elliot Levey – David Briggs
- Risteárd Cooper – David Liddiment
- Jasmyn Banks – Nicola Howson
- Andrew Leung – Kevin Duff
- Martin Trenaman – DS Ferguson
- Nicholas Woodeson – Nicholas Hilliard QC